# Tennisschläger und Kanonen
Tennisschläger und Kanonen (auch Tennis-Schläger und Kanonen oder auch Tennis, Schläger und Kanonen; spätere Staffeln unter dem Titel Tennis lieber als Kanonen, im Original I Spy) ist eine US-amerikanische Fernsehserie, die von Triple F Productions unter dem Dach der Desilu Studios (zuletzt Paramount Television) produziert wurde. Sie handelt von geheimen Aufträgen zweier Agenten und ist eine Parodie auf das Agentenfilm-Genre.

## Inhalt
Der Frauenschwarm Kelly Robinson, als Profi-Tennisspieler getarnt, sowie das Sprachgenie Alexander Scott, offiziell dessen Trainer, sind Geheimagenten des US-Verteidigungsministeriums. Zusammen erleben sie Abenteuer im In- und Ausland.

## Titel und Ausstrahlung
Der Arbeitstitel bei Produktionsbeginn lautete zunächst Danny Doyle. Es setzte sich dann aber als Originaltitel I Spy durch (etwa „Ich spioniere“). Er ist abgeleitet aus dem Kinderspiel „I spy with my little eye …“, was dem deutschen „Ich sehe was, was Du nicht siehst“ entspricht.
Tennisschläger und Kanonen wurde in Deutschland erstmals mit ausgewählten 26 Folgen zwischen Juni 1968 und Juni 1969 im ZDF ausgestrahlt. Weitere 29 Folgen liefen von Oktober 1977 bis Dezember 1978 in den Vorabendprogrammen der ARD unter dem Serientitel Tennis lieber als Kanonen. Wiederholungen folgten bei den Privatsendern Sat.1 (unter demselben Namen) und ProSieben. Letzterer sendete 1991 sieben und 1993 weitere fünf Folgen – jetzt unter dem Titel Tennis, Schläger und Kanonen in Erstausstrahlung. Der Pay-TV-Sender Krimi & Co. aus dem DF1-Bouquet zeigte schließlich, neben der kompletten Wiederholung, im Jahr 1996 die restlichen Folgen. Auch auf kabel eins wurde die Serie wiederholt.

## Besetzung und Synchronisation
Tennisspieler Robinson wird von einem weißen (Robert Culp), sein Trainer Scott von einem afroamerikanischen Schauspieler (Bill Cosby) gespielt. Diese Kombination war ein Novum im US-Fernsehen. Überhaupt war es das erste Mal, dass ein Afro-Amerikaner eine Hauptrolle in einer Fernsehserie des US-Hauptabendprogramms erhielt. Für den Stand-up-Komiker Bill Cosby war die Serie der Einstieg in das US-Fernsehen. Der Produzent der Serie, Sheldon Leonard, tritt in der Serie als Gast in der Rolle des Sorgi auf. Auch der Serienerfinder David Friedkin hatte zweimal einen Gastauftritt.
Für die deutsche Synchronisation waren Karlheinz Brunnemann und Rainer Brandt verantwortlich. Sie legten, ähnlich wie bei ihrem Synchron-Erfolg Die 2, den Protagonisten flapsige Sprüche in den Mund.
| Rolle           | Schauspieler | Synchronsprecher                                               |
| --------------- | ------------ | -------------------------------------------------------------- |
| Kelly Robinson  | Robert Culp  | Gert Günther Hoffmann (1. Synchro) Christian Rode (2. Synchro) |
| Alexander Scott | Bill Cosby   | Edgar Ott                                                      |

## Merchandising, Filmprojekte und Spin-offs
Parallel zur Fernsehserie erschien in den USA I Spy als Romanreihe (1965–1968) und als Comicreihe, die von 1966 bis 1968 von Gold Key Comics verlegt wurde. In der Agenten-Comedyserie Mini-Max wurde Tennisschläger … 1968 parodiert. Geheimagent Maxwell Smart (Don Adams) mimte in der Folge Mit Ping-Pong-Schläger und Mini-Max (Original: Die, Spy) einen im Undercoverereinsatz spionierenden Sportler. In derselben Folge hatte Robinson-Darsteller Robert Culp einen Cameo-Auftritt.
Robert Culp tauchte nach dem Ende der Serie immer wieder in Produktionen von Bill Cosby auf. Immer zitierten sie die Serie. So trat Culp in der Serie Die Bill-Cosby-Show in der Folge Eine glänzende Frisur (1987) in einer Gastrolle als Scott Kelly auf. Der Name spielt auf die beiden I Spy-Hauptcharaktere Kelly Robinson und Alexander Scott an. Außerdem war Robert Culp 1999 in der Fernsehserie Cosby zu sehen. Hier spielte er in der Folge Hilton, Schläger und Kanonen (Original: My Spy) in einer Traumsequenz von Bill Cosby seine Figur des Kelly Robinson.
1994 entstand mit Bill Cosby & Co. – Die Rückkehr der Superspione (Original: I Spy Returns) ein Fernsehfilm, in dem Culp und Cosby nach 26 Jahren wieder in ihre alten Rollen schlüpften. Sie wurden unterstützt von Bennett Robinson (George Newbern) und Nicole Scott (Salli Richardson), zwei CIA-Agenten und Kinder der beiden Serienfiguren. Mit I Spy wurde 2002 der Stoff der Serie in einem Kinofilm mit Owen Wilson und Eddie Murphy in den Hauptrollen neu verarbeitet.

## Auszeichnungen
Die Serie erhielt 1967 den Golden Globe in der Kategorie Bester Serien-Hauptdarsteller – Drama. Bill Cosby wurde für die Rolle des Alexander Scott dreimal der Emmy (Bester Schauspieler) verliehen.

## DVD-Veröffentlichung
Im Dezember 2005 erschien in Deutschland die erste Staffel der Serie erstmals auf 7 DVDs. Im Juni und August 2006 folgten die beiden restlichen Staffeln, ebenfalls auf jeweils 7 DVDs. Die drei DVD-Boxen haben sich zu Sammlerobjekten entwickelt, wobei insbesondere die selten angebotenen Staffeln 2 und 3 hohe Sammlerpreise erzielen sollen.